# 內華達州第四國會選區
內華達州第四國會選區（英語：Nevada's 4th congressional district）是美国内华达州的一個國會選區，始於2013年。範圍包括該州的中部，大部分人口集中於克拉克縣境內。2010年人口705,118人。
本區議席一直為共和黨和民主黨所競爭。
儘管該地區看起來偏僻，但其人口的80％以上居住在克拉克縣北部民主黨支持度很高的地區。結果，該地區在聯邦一級傾向於民主黨。
民主黨人史蒂文·霍斯福德在2012年眾議院選舉中贏得了這個席位的選舉。他在2013年上任，在第113屆美國國會為本區首位國會議員，他在2014年中期選舉被共和黨的克雷森·哈迪擊敗。2016年，哈迪不敵民主黨的魯本·基胡恩。基胡恩沒有在2018年競選連任，民主黨的霍斯福德在與哈迪的選舉中勝出。

## 議員列表
| 眾議員                       | 黨籍   | 任期                        | 國會屆次                | 選舉歷史            | 選區分布 |
| ---------------------------- | ------ | --------------------------- | ----------------------- | ------------------- | -------- |
| 2013年1月3日選區成立         |        |                             |                         |                     |          |
| 史蒂文·霍斯福德 (拉斯維加斯) | 民主党 | 2013年1月3日 – 2015年1月3日 | 第113屆                 | 2012年當選 連任失敗 |          |
| 克雷森·哈迪 (梅斯基特)       | 共和黨 | 2015年1月3日 – 2017年1月3日 | 第114屆                 | 2014年當選 連任失敗 |          |
| 魯本·基胡恩 (拉斯維加斯)     | 民主党 | 2017年1月3日 – 2019年1月3日 | 第115屆                 | 2016年當選 退休     |          |
| 史蒂文·霍斯福德 (拉斯維加斯) | 民主党 | 2019年1月3日 – 現在         | 第116屆 第117屆 第118屆 | 2018年當選          |          |

## 另見
- 2012年成立的選舉區
  - 佛罗里达州第26国会选区
  - 佛罗里达州第27国会选区
  - 德克薩斯州第33国会选区
  - 德克薩斯州第34国会选区
  - 德克薩斯州第35国会选区
  - 德克薩斯州第36国会选区
  - 喬治亞州第14国会选区
  - 華盛頓州第10国会选区
  - 南卡羅萊納州第7国会选区
  - 猶他州第4国会选区
  - 內華達州第4国会选区
  - 亞利桑那州第9国会选区
- 2012年裁撤的選舉區
  - 紐約州第28国会选区
  - 紐約州第29国会选区
  - 伊利諾州第19国会选区
  - 賓夕凡尼亞州第19国会选区
  - 俄亥俄州第17国会选区
  - 俄亥俄州第18国会选区
  - 密芝根州第15国会选区
  - 新澤西州第13国会选区
  - 麻薩諸塞州第10国会选区
  - 密蘇里州第9国会选区
  - 路易斯安那州第7国会选区
  - 艾奧瓦州第5国会选区